# بلع مؤلم
البلع المؤلم هو الأحساس بالألم عند البلع. يمكن الشعور بالألم في الفم أو الحلق ويمكن أن يحدث مع أو بدون صعوبة في البلع. يمكن وصف الألم بأنه وجع أو حرقان وأحيانًا كألم الطعن ينتشر إلى الخلف. تؤدي غالباً هذه الحالة إلى فقدان الوزن بشكل غير متعمد.

## الأسباب
- الاطعمة الساخنة أو الباردة جدًا.
- تناول بعض الادوية.
- تناول المخدرات أو التبغ أو الكحول.[4]
- إصابات الفم أو اللسان أو الحلق.[6]

## الحالات الطبية
يمكن لبعض الحالات المرضية أن تؤدي إلى آلالام عند البلع، مثل:
- القرح الفموية.
- الخُراجَات.
- عدوى الجهاز التنفسي العلوي.
- التهاب المريء، التهاب الحلق، التهاب اللوزتين، التهاب لسان المزمار.[7]
- الاضطرابات المناعية.
- سرطان الفم أو الحلق.[8]